# Saint-Maurice-en-Quercy
Saint-Maurice-en-Quercy är en kommun i departementet Lot i regionen Occitanien i södra Frankrike. Kommunen ligger i kantonen Lacapelle-Marival som tillhör arrondissementet Figeac. År 2022 hade Saint-Maurice-en-Quercy 205 invånare.

## Befolkningsutveckling
Antalet invånare i kommunen Saint-Maurice-en-Quercy
| Referens: INSEE |